# Tereza Pokorná
Tereza Pokorná, provdaná Tereza Herz Pokorná, (* 24. října 1960 Praha) je česká herečka a tanečnice, autorka a redaktorka, bývalá manželka režiséra Juraje Herze.

## Život
V roce 1979 debutovala coby studentka tanečního oddělení Pražské konzervatoře ve známém poeticko-psychologickém filmu režiséra Karla Kachyni Lásky mezi kapkami deště, čímž vstoupila do povědomí nejen českých diváků, ale i režisérů. Její drobná postava a útlý, jemný a něžný dívčí profil vedly později k tomu, že se stala jednou z hereckých představitelek českých televizních princezen. Po šest let (1981–1987) působila jako tanečnice a sólistka baletu v pražské Laterně magice, točila filmy a televizní inscenace V roce 1985 ji režisér Juraj Herz obsadil do jím natáčeného západoněmeckého filmu Galoše šťastia (Přezůvky štěstí) a o rok později do seriálu Gagman. V roce 1987 už se svým manželem Jurajem Herzem odešla z Československa do Spolkové republiky Německo. V Německu natočila šest filmů, působila také  jako asistentka režie a choreografka. Film Hloupá Augustýna, ve kterém ztvárnila titulní roli, získal Bavorskou státní cenu. Po sametové revoluci se vrátila zpět do Československa, společně s manželem od 90. let střídavě působila v Německu a v České republice. V květnu 2011 se s Herzem rozvedla. Věnuje se psaní, své galerii, je autorkou a filmovou kritičkou v časopise www.stylenew.cz, a na Dvojce Českého rozhlasu moderuje Noční Mikrofórum.